# КооКоо
КооКоо (фін. KooKoo) — хокейний клуб з міста Коувола, Фінляндія. Заснований у 1965 році. Виступає у фінський Лійзі.

## Історія
Перші шість сезонів команда відіграла у регіональних першостях. У 1971–1972 клуб виходить до другого дивізіону, а у 1974 його включено до нещодавно створеного першого дивізіону. У 1982 в Коуволі було збудовано нову ковзанку, що значно покращило умови для проведення матчів та тренувань. У першій грі на новій арені хокеїсти «КооКоо» здолали з рахунком 7–4 «СаПКо». До сезону 1986–87 виступає у першому диввізіоні.
У сезоні 1987–88 команда дебютувала у СМ-лізі посівши за підсумками сезону останнє місце. За підсумками другого сезону «КооКоо» фінішував на дев'ятій позиції. Третій сезон став для клубу провльним, остання сходинку та вибув до другого дивізіону. 
З 1990 по 2014 клуб виступає у другому за значенням дивізіоні (Местісі з 2000) за виключенням сезону 1997–98.
З сезону 2015–16 команда стабільно виступає у Лійзі. У сезоні 2019–20 клуб вперше пробився до зони плей-оф, посвши п'яте місце за підсумками регулярної першості але через пандемію COVID-19 серія плей-оф була скасована. Сам клуб здобув право презентувати Фінляндію на Кубку Шпенглера 2020 але і цього разу через пандемію COVID-19 турнір також скасовано.

### Статистика виступів у Лійзі
| Сезон   | Очки | Місце |
| 1987–88 | 15   | 10.   |
| 1988–89 | 36   | 9.    |
| 1989–90 | 26   | 11.   |
| 2015–16 | 78   | 11.   |
| 2016–17 | 70   | 13.   |
| 2017–18 | 62   | 14.   |
| 2018–19 | 73   | 13.   |
| 2019–20 | 110  | 5.    |
| 2020–21 | 91   | 9.    |
| 2021–22 | 94   | 4.    |
| 2022–23 | 84   | 10.   |
| 2023–24 | 79   | 12.   |
| 2024–25 |      |       |

## Досягнення
- Местіс (1): 2013-14
- I-Дивізіон (1): 1986-87

## Гравці НХЛ
- Міка Алатало
- Марко Кіпрусофф
- Ярно Култанен
- Анссі Меламется
- Ярмо Мюллюс
- Йоні Ортіо
- Петрі Варіс

## Відомі гравці
- /  Віктор Тюменєв
- Юха-Пекка Хаатайя

## Закріпленні номери
| No | Гравець       |
| -- | ------------- |
| 36 | Мікко Оютінен |
| 81 | Тімо Нурмберг |